# محوطه غرب آموزشگاه کشاورزی
محوطه غرب آموزشگاه کشاورزی مربوط به دوره ساسانیان - سده‌های اولیه دوران‌های تاریخی پس از اسلام است و در شهرستان پاسارگاد، بخش مرکزی، دهستان کمین، روستای علی رسیده، ۱۰۰ متری غرب آموزشگاه کشاورزی واقع شده و این اثر در تاریخ ۲۶ اسفند ۱۳۸۶ با شمارهٔ ثبت ۲۱۹۳۶ به‌عنوان یکی از آثار ملی ایران به ثبت رسیده است.